# Хромов, Николай Дмитриевич
Николай Дмитриевич Хромов (род. 7 ноября 1946, Калуга, СССР) — советский боксёр и российский тренер по боксу, двукратный чемпион СССР (1970, 1971), бронзовый призёр чемпионата Европы (1971) в лёгком весе, главный тренер сборной России по боксу (1992–2005, 2008–2012). Мастер спорта СССР международного класса (1970), Заслуженный тренер России (1991). Заслуженный работник физической культуры Российской Федерации (1997).

## Биография
Николай Хромов родился 7 ноября 1946 года в Калуге. Начал заниматься боксом в возрасте 13 лет под руководством Константина Токаева. Наибольших успехов в своей спортивной карьере добивался на рубеже 1960-х и 1970-х годов. Чемпион СССР в 1970 и 1971 годах в лёгком весе, в 1971 году завоевал бронзовую медаль чемпионата Европы в Мадриде.
В 1973 году перешёл на тренерскую работу. В 1988–1991 годах возглавлял тренерский штаб молодёжной сборной СССР. После распада СССР и создания сборной России был назначен её главным тренером и с небольшим перерывом (2005–2008) занимал этот пост в течение 20 лет. Под его руководством сборная России выступала на 4 Олимпийских играх (1996, 2000, 2004, 2012), 8 чемпионатах мира и 8 чемпионатах Европы. В 2004 году становился лауреатом российской Национальной спортивной премии «Слава». В 2009 году Международная ассоциация любительского бокса признала Николая Хромова лучшим тренером года.